# Gerrit Gerritse
Gerrit Gerritse (Soest, 26 januari 1937 – aldaar, 18 juli 2012) was van 1978 tot 1994 Tweede Kamerlid voor het CDA.

## Levensloop
Gerritse studeerde economie aan de Vrije Universiteit Amsterdam. Van 1967 tot 1971 werkte hij als economisch adviseur bij het CNV. In die hoedanigheid was hij ook plaatsvervangend lid van de SER. Van 1971 tot 1978 was hij sociaal-economisch medewerker bij het ministerie van Landbouw en Visserij. In januari 1978 kwam hij voor het CDA in de Kamer. Naar buiten toe was hij minder bekend, maar binnen zijn eigen fractie had hij veel gezag. In 1982 stelde Gerritse zich verkiesbaar om Ruud Lubbers - die net premier geworden was - op te volgen als fractievoorzitter. Bij een interne stemming behaalde hij 8 van de 32 stemmen. Vooral zijn grote aantal commissariaten stond een verkiezing in de weg. Hij was jarenlang "aanvoerder in de sector bijbaantjes". Van 1982 tot 1989 was Gerritse lid van het fractiebestuur en van 1989 tot 1994 tweede vicefractievoorzitter.